# Benediktinerstraße 2 (Magdeburg)

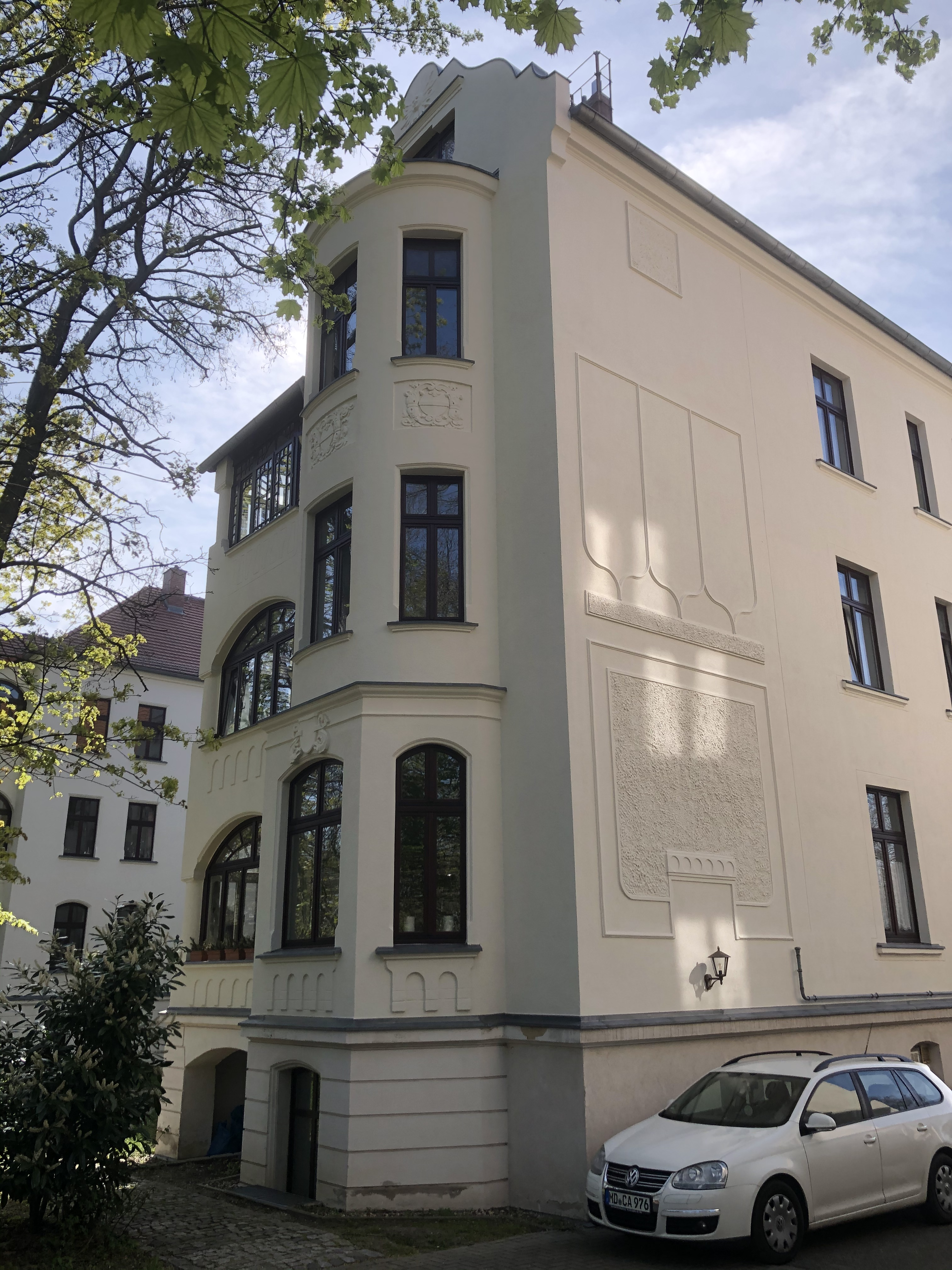
Benediktinerstraße 2 in Magdeburg; Blick von Nordwesten, 2020

Das Gebäude Benediktinerstraße 2 ist ein denkmalgeschütztes Wohnhaus in Magdeburg in Sachsen-Anhalt.

## Lage
Es befindet sich auf der Südseite der Benediktinerstraße im Magdeburger Stadtteil Buckau und bildet mit dem östlich angrenzenden Gebäude Benediktinerstraße 3 ein Ensemble. Unmittelbar nördlich des Hauses, zwischen dem Gebäude und der Benediktinerstraße, verläuft die Klinke. Nördlich liegt der Klosterbergegarten.

## Architektur und Geschichte
Der dreieinhalbgeschossige Bau entstand im Jahr 1902 auf einem L-förmigen Grundriss. Zugleich wurde das spiegelbildlich dazu angeordnete Haus Benediktinerstraße 3 errichtet. Zwischen beiden Bauten entstand so ein Vorgarten in der Art eines Ehrenhofs. Beide Gebäude gehen auf einen Entwurf des Architekten Dorendorf zurück. Die Gestaltung des repräsentativen Hauses erfolgte im Jugendstil. Markante Architekturelemente sind Schweifgiebel und polygonale Erker.
Im örtlichen Denkmalverzeichnis ist das Wohnhaus unter der Erfassungsnummer 094 16751 als Baudenkmal verzeichnet.
Das Gebäude gilt als südlicher Abschluss des Klosterbergegartens als städtebaulich bedeutsam.
Von 1915 bis zu ihrem Tod lebte die Künstlerin und Professorin Else Raydt im Haus.